# Cyklernes nat
Cyklernes nat er en dansk animationsfilm fra 2006 med instruktion og manuskript af Louise Bruun.

## Handling
Denne artikel mangler et handlingsreferat. Hjælp os med at skrive det.